# 2722 Abalakin
2722 Abalakin eller 1976 GM2 är en asteroid i huvudbältet som upptäcktes den 1 april 1976 av den rysk-sovjetiske astronomen Nikolaj Tjernych vid Krims astrofysiska observatorium på Krim. Den har fått sitt namn efter den ryske astronomen Viktor Abalkin.
Asteroiden har en diameter på ungefär 19 kilometer och den tillhör asteroidgruppen Themis.